# Eystein Halfdansson
Eystein, Hálfdansson (... – Værne, VIII secolo), visse attorno al 730. Di origine sueone, della casata dei Yngling fu il figlio di re Hálfdan Hvitbeinn, da cui ereditò la sovranità sul Romerike.
Secondo quanto raccontato nella Saga degli Ynglingar, sua moglie fu Hild, la figlia del re di Vestfold, Erikr Agnarsson. Erikr non ebbe figli maschi e fu per questa ragione che Eystein ereditò il trono di Vestfold. 
Eystein si recò presso Værne (località nel sud della Norvegia) con alcune navi per saccheggiare il territorio e poté portare via tutto il bestiame ed una notevole quantità di beni. Tuttavia, il re di Værne, Skjöld, che, secondo la leggenda, era uno stregone, giunto alla spiaggia, quando vide le navi di Eystein, sventolò il mantello, ci saltò sopra e indusse un'asta di una nave ad oscillare e colpire Eystein in modo che cadesse fuori bordo e annegasse. 
Il successore di Eystein fu Halfdan il Mite.